# Удмуртський Тиловай
Удмуртський Тилова́й (рос. Удмуртский Тыловай) — присілок у складі Увинського району Удмуртії, Росія.

## Населення
Населення — 3 особи (2010; 3 в 2002).
Національний склад станом на 2002 рік:
- удмурти — 67 %
- росіяни — 33 %

## Урбаноніми[3]
- вулиці — Тиловайська